# Waiting for Herb
Waiting for Herb es el sexto álbum del grupo The Pogues (publicado en 1993), el primero tras la marcha del grupo de Shane MacGowan. "Spider" Stacy pasa a ser el nuevo vocalista de la banda, el resto de la formación se mantiene.

## Listado de temas
1. "Tuesday morning" (Stacy)
2. "Smell of Petroleum" (Finer)
3. "Haunting" (Woods)
4. "Once Upon a Time" (Finer)
5. "Sitting on Top of the World" (Finer/Fearnley/Woods)
6. "Drunken Boat" (Fearnley)
7. "Big City" (Finer)
8. "Girl from the Wadi Hammamat" (Ranken/Finer)
9. "Modern World" (Hunt)
10. "Pachinko" (Finer)
11. "My Baby's Gone" (Ranken)
12. "Small Hours" (Finer)

La reedición de 2004 incluye los siguientes bonus tracks:
13. "First day of forever" (Chevron)

14. "Train kept rolling on" (Ranken)

15. "Paris St. Germaine" (Stacy/Woods)